# Challenger de Vancouver 2014
El Odlum Brown Vancouver Open 2014 fue un torneo de tenis profesional jugado en canchas de pista dura. Se disputó la 10.ª edición del torneo que formó parte del circuito ATP Challenger Tour 2014. Se llevó a cabo en Vancouver, Canadá entre el 28 de julio y el 3 de agosto de 2014.

## Jugadores participantes del cuadro de individuales

### Cabezas de serie
| País                    | Jugador            | Rank1 | Favorito |
| ----------------------- | ------------------ | ----- | -------- |
| Bandera de Chipre       | Marcos Baghdatis   | 104   | 1        |
| Bandera de China Taipéi | Jimmy Wang         | 126   | 2        |
| Bandera de Croacia      | Ante Pavić         | 140   | 3        |
| Bandera de Uzbekistán   | Farrukh Dustov     | 144   | 4        |
| Bandera del Reino Unido | Daniel Evans       | 147   | 5        |
| Bandera del Reino Unido | James Ward         | 150   | 6        |
| Bandera de Japón        | Hiroki Moriya      | 151   | 7        |
| Bandera de Rusia        | Alex Bogomolov Jr. | 165   | 8        |

- 1 Se ha tomado en cuenta el ranking del 21 de julio de 2014.

## Campeones

### Individual Masculino
- Marcos Baghdatis derrotó en la final a  Farrukh Dustov 7–6(8–6), 6–3

### Dobles Masculino
- Austin Krajicek /  John-Patrick Smith derrotaron en la final a  Marcus Daniell /  Artem Sitak 6–3, 4–6, [10–8]